# Isabel Celaá
María Isabel Celaá Diéguez (ur. 23 maja 1949 w Bilbao) – hiszpańska i baskijska polityk, nauczycielka oraz samorządowiec, działaczka Socjalistycznej Partii Kraju Basków – Baskijskiej Lewicy (PSE-EE), minister w rządzie Kraju Basków, od 2018 do 2021 minister edukacji i kształcenia zawodowego w rządzie Hiszpanii.

## Życiorys
Studiowała na Universidad de Deusto i na Universidad de Valladolid. Ukończyła filozofię i filologię angielską, uzyskała też licencjat z prawa. Pracowała jako nauczycielka w szkole średniej, przez pewien czas mieszkała w Belfaście i Dublinie. Zaangażowała się w działalność polityczną w ramach Socjalistycznej Partii Kraju Basków – Baskijskiej Lewicy, regionalnego ugrupowania skonfederowanego z Hiszpańską Socjalistyczną Partią Robotniczą (PSOE). Dołączyła do komitetu wykonawczego PSE-EE. Do 1991 kierowała gabinetem baskijskiego ministra edukacji, szkolnictwa wyższego i badań naukowych, następnie do 1995 pełniła funkcję wiceministra w tym resorcie w rządzie Kraju Basków. W latach 1995–1998 stała na czele gabinetu regionalnego ministra sprawiedliwości, gospodarki, pracy i zabezpieczenia społecznego.
W latach 1998–2009 i 2012–2016 sprawowała mandat posłanki do baskijskiego parlamentu. Między majem 2009 a grudniem 2012 wchodziła w skład rządu, którym kierował Patxi López. Odpowiadała w nim za sprawy edukacji, szkolnictwa wyższego i badań naukowych.
W czerwcu 2018 została ministrem edukacji i kształcenia zawodowego oraz rzecznikiem prasowym nowo powołanego rządu Pedra Sáncheza. W wyborach w kwietniu 2019 i listopadzie 2019 uzyskiwała mandat posłanki do Kongresu Deputowanych. W styczniu 2020 pozostała na stanowisku ministra edukacji i kształcenia zawodowego w drugim gabinecie dotychczasowego premiera. Zakończyła urzędowanie w lipcu 2021.